# Chaetosphaerulina vermicularispora
Chaetosphaerulina vermicularispora är en svampart som beskrevs av I. Hino & Katum. 1954. Chaetosphaerulina vermicularispora ingår i släktet Chaetosphaerulina och familjen Tubeufiaceae.   Inga underarter finns listade i Catalogue of Life.